# Henry Bool
Henry Bool (185?-1922) fue un anarquista individualista estadounidense. Bool nació en Inglaterra y posteriormente se mudó a Ithaca, Nueva York donde vivió como un hombre de negocios por 30 años antes de regresar a Inglaterra. 
Mientras estuvo en Estados Unidos empezó a leer y adoptar como suya la filosofía de los anarquistas individualistas norteamericanos; afirmó "Soy un creyente en las doctrinas de la escuela individualista de los anarquistas, a la que Garrison, Emerson, Proudhon, Thoreau, Spooner, Andrews, Warren y Tucker pertenecen." Fue un notorio enemigo de la propaganda por el hecho y del anarquismo comunista.
Bool es el autor de For Liberty: The World's Thinkers and Government, Political Power and Democracy, Freedom, Co-Operation, and Society Without Government. También escribió varios ensayos y panfletos, incluyendo Liberty Without Invasion, Means and End of Progress, Henry Bool's Apology For His Jeffersonian Anarchism, Henry Bool's Creed, y Who's Who? A Discussion Between an Autocratic Democrat and a Government-By-Consent Anarchist.